# Riccardo da Venosa
Riccardo da Venosa (in latino Richardus Venusinus; Venosa, fl. 1228-1230 ca. – morto dopo il 24 agosto 1267?) è stato un giurista attivo presso la corte Hohenstaufen del Regno di Sicilia nella prima metà del Duecento. Fu poeta in lingua latina, noto come autore della singolare commedia elegiaca De Paulino et Polla, espressamente dedicata a  Federico II di Svevia.

## Biografia
Quasi nulla si sa della sua vita se non le scarne notizie che egli stesso fornisce nel prologo della sua unica opera.
Da esse sappiamo quindi che Riccardo, originario di Venosa, fu giudice alla corte di Federico II. La sua opera rivela l'alta formazione ricevuta, la familiarità con le materie giuridiche e classiche, l'elevatezza della sua cultura letteraria, che si esprime nella conoscenza del genere poetico della commedia elegiaca, nella padronanza dei classici, assimilati e rielaborati con naturalezza e spirito, e infine nella naturale predisposizione a scrivere in metrica latina alla maniera degli antichi.
Fu uno degli esponenti dell'alta latinità della curia federiciana, che proprio in quella temperie culturale conobbe un vero e proprio trionfo, attraverso l'opera di autori ed epistolografi come Pier della Vigna, Jacopo da Benevento, Orfino da Lodi e Quilichino da Spoleto: nelle loro mani, le missive sfornate dalla cancelleria imperiale si connotarono per una tale perfezione stilistica da poter rivaleggiare con la cancelleria papale, e divenire infine modelli di ars dictandi ed espressione del «tratto propagandistico forse più marcato dell'ideologia imperiale».
Un'ipotesi lo vorrebbe esiliato dagli angioini dopo la tragica fase di transizione tra la dinastia sveva, quindi dopo il 26 febbraio 1266, data in cui Manfredi perse la vita nella Battaglia di Benevento che segnò la vittoria di Carlo d'Angiò.
Una traccia documentale lo attesterebbe presente a Venosa l'anno successivo: il 24 agosto 1267, un giudice Riccardo da Venosa, e un suo collega di nome Francesco, compaiono tra i testimoni di un atto, riguardante antichi privilegi concessi in favore del Convento della Santissima Trinità, che un tale Giacomo,  giudice di Venosa, fece trascrivere e autenticare per notar Giovanni. Qualora lo si identifichi con l'autore della commedia, allora il 24 agosto 1267 può essere assunto come terminus post quem per la data di morte del personaggio.

### Paolino e Polla

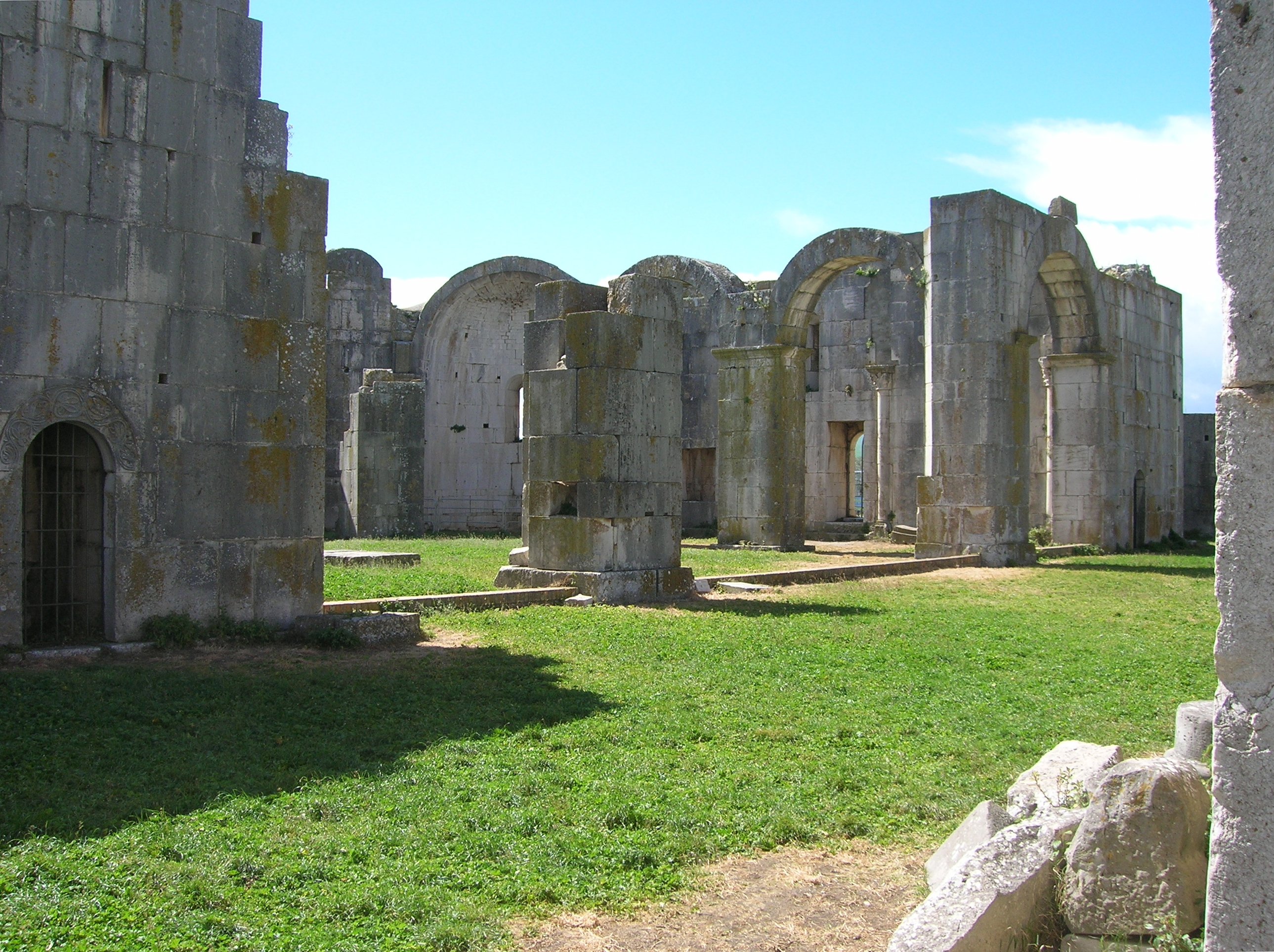
Vestigia della Venosa medievale, città d'origine dell'autore, in cui si svolge praticamente l'intera vicenda di Paolino e Polla

Come poeta e autore mediolatino, Riccardo è noto per la sua unica opera, De Paulino et Polla, ricca di allusioni a funzionari delle Curia federiciana, e dedicata espressamente a Federico II di Svevia. Singolarissima opera poetica, Paolino e Polla si inserisce quale eco tarda, e geograficamente decentrata, di un filone letterario, la commedia elegiaca, posto al confine tra rappresentazione teatrale e poesia, e originario della Francia centrale del secolo precedente, diffusosi nell'Inghilterra medievale (XII secolo), con diramazioni anche in Germania (XIII secolo).
Paolino e Polla, con la sua «sciolta versificazione» e il suo «elegante» latino, offre un interessante spaccato della vita del tempo e un'importante testimonianza della letteratura fiorita nell'ambiente di corte del Regno di Sicilia in età federiciana.
Il grecista Dario Del Corno ha accostato la vena comica del giudice Riccardo da Venosa, alla comicità attuale di un Woody Allen o un Roberto Benigni.
Il protagonista della rocambolesca vicenda è Fulcone, maldestro causidicus. Dapprima recalcitrante, Fulcone si lascia coinvolgere come sensale in un'illecita mediazione matrimoniale, paraninfo di due decrepiti e sterili nubendi. La piega assunta dalla vicenda si caratterizza per una serie di peripezie e episodi farseschi la cui verve comica il medievista Peter Dronke definisce degna di un Buster Keaton e che conduce l'ignaro avvocato a un passo dalla decapitazione, dalla quale riesce a scampare solo in extremis.